# Libočany
Libočany är en ort i Tjeckien.   Den ligger i regionen Ústí nad Labem, i den nordvästra delen av landet, 70 km väster om huvudstaden Prag. Libočany ligger 215 meter över havet och antalet invånare är 510.
Terrängen runt Libočany är huvudsakligen platt. Libočany ligger nere i en dal. Runt Libočany är det ganska glesbefolkat, med 34 invånare per kvadratkilometer. Närmaste större samhälle är Žatec, 2,4 km öster om Libočany. Trakten runt Libočany består till största delen av jordbruksmark.